# Новочебенкинська сільська рада
Новочебе́нкинська сільська рада (рос. Новочебенкинский сельский совет) — муніципальне утворення у складі Зіанчуринського району Башкортостану, Росія. Адміністративний центр — село Ішемгул.

## Населення
Населення — 1618 осіб (2019, 1791 в 2010, 2000 в 2002).

## Склад
В склад поселення входять такі населені пункти:
| Населений пункт          | Населення, осіб (2002) | Населення, осіб (2010) |
| ------------------------ | ---------------------- | ---------------------- |
| Ішемгул, село            | 738                    | 671                    |
| Калімуллино, присілок    | 88                     | 74                     |
| Кузебеково, присілок     | 186                    | 157                    |
| Назарово, присілок       | 96                     | 69                     |
| Новоніколаєвка, присілок | 209                    | 227                    |
| Нові Чебенки, село       | 683                    | 593                    |